# Voo Air Algérie 5017
O voo Air Algérie 5017 (AH5017/DAH5017) foi um voo internacional de passageiros programado com uma rota que voava de Burquina Fasso até à Argélia e que desapareceu no norte do Mali em 24 de julho de 2014. O McDonnell Douglas MD-83 transportava 112 passageiros e 6  tripulantes a bordo, e era operado pela Swiftair, desapareceu do radar 50 minutos após a decolagem. Um funcionário argelino não identificado afirmou mais tarde que a aeronave havia caído, enquanto a Air Algérie afirmou que a aeronave havia aparentemente desaparecido dos radares de comando.

## Acidente
Em 24 de julho de 2014 a imprensa internacional divulgou o desaparecimento da aeronave da Air Algerie que fazia o voo AH5017. Acredita-se que o avião tenha caído em território do Mali. Em 25 de julho, a França anunciou que encontrou os destroços do avião, e que todos a bordo morreram. O presidente da França François Hollande, disse que era provável que o avião tivesse caído devido às más condições meteorológicas.

## Passageiros e tripulação
Havia 112 passageiros e 6 integrantes da tripulação a bordo. Ninguém sobreviveu.
| Nacionalidade    | Passageiros | Tripulação | Total |
| ---------------- | ----------- | ---------- | ----- |
| Franceses        | 50          | —          | 50    |
| Burquinenses     | 24          | —          | 24    |
| Libanenses       | 8           | —          | 8     |
| Argelinos        | 6           | —          | 6     |
| Espanhóis        | —           | 6          | 6     |
| Canadenses       | 5           | —          | 5     |
| Alemães          | 4           | —          | 4     |
| Sob Investigação | 3           | —          | 3     |
| Luxemburgueses   | 2           | —          | 2     |
| Belgas           | 1           | —          | 1     |
| Camaroneses      | 1           | —          | 1     |
| Egípcios         | 1           | —          | 1     |
| Malianos         | 1           | —          | 1     |
| Nigerianos       | 1           | —          | 1     |
| Romenos          | 1           | —          | 1     |
| Suíços           | 1           | —          | 1     |
| Ucranianos       | 1           | —          | 1     |
| Total            | 112         | 6          | 118   |